# Myotis rosseti
Myotis rosseti är en fladdermusart som först beskrevs av Oey 1951.  Myotis rosseti ingår i släktet Myotis och familjen läderlappar. IUCN kategoriserar arten globalt som livskraftig. Inga underarter finns listade i Catalogue of Life.
Artepitet i det vetenskapliga namnet hedrar med stor sannolikhet C. W. Rosset som sålde ett exemplar av arten till Naturhistoriska Museet i Frankfurt am Main. Rosset besökte innan Sydostasien.
Denna fladdermus förekommer på det sydostasiatiska fastlandet i Thailand, Kambodja, södra Laos och södra Vietnam. Den lever i låglandet och i kulliga områden upp till 500 meter över havet. Arten kan anpassa sig till olika habitat. Den vilar i trädens håligheter, under byggnadernas tak samt i bambu.